# Poggioreale
Pour les articles homonymes, voir Poggioreale (homonymie).
Poggioreale est une commune italienne située dans la province de Trapani, dans la partie occidentale de la Sicile, qui a été entièrement détruite par le tremblement de terre du 14 janvier 1968.
Les ruines de l'ancienne ville ont été laissées en l'état après le tremblement de terre, à la différence de la ville voisine de Gibellina, et la ville a été reconstruite à quelques kilomètres de l'ancien emplacement.

## Histoire

### L'origine de Poggioreale
Poggioreale a été fondée en 1642 par Francesco Morso.
Il se pourrait qu'il s'agisse de la ville antique de Entella, une des trois villes fondées par les Élymes, avec Erice et Segesta.

### Letremblement de terre de 1968
Survenu dans la nuit du 14 au 15 janvier 1968, le tremblement de terre qui a ébranlé toute la vallée du Belice a entièrement détruit la ville de Poggioreale, au même titre que les villes voisines de Gibellina, Salaparuta et Montevago. Mais, grâce à l'alerte d'un carabinier, le village ne dénombre que 3 morts sur 700 familles.

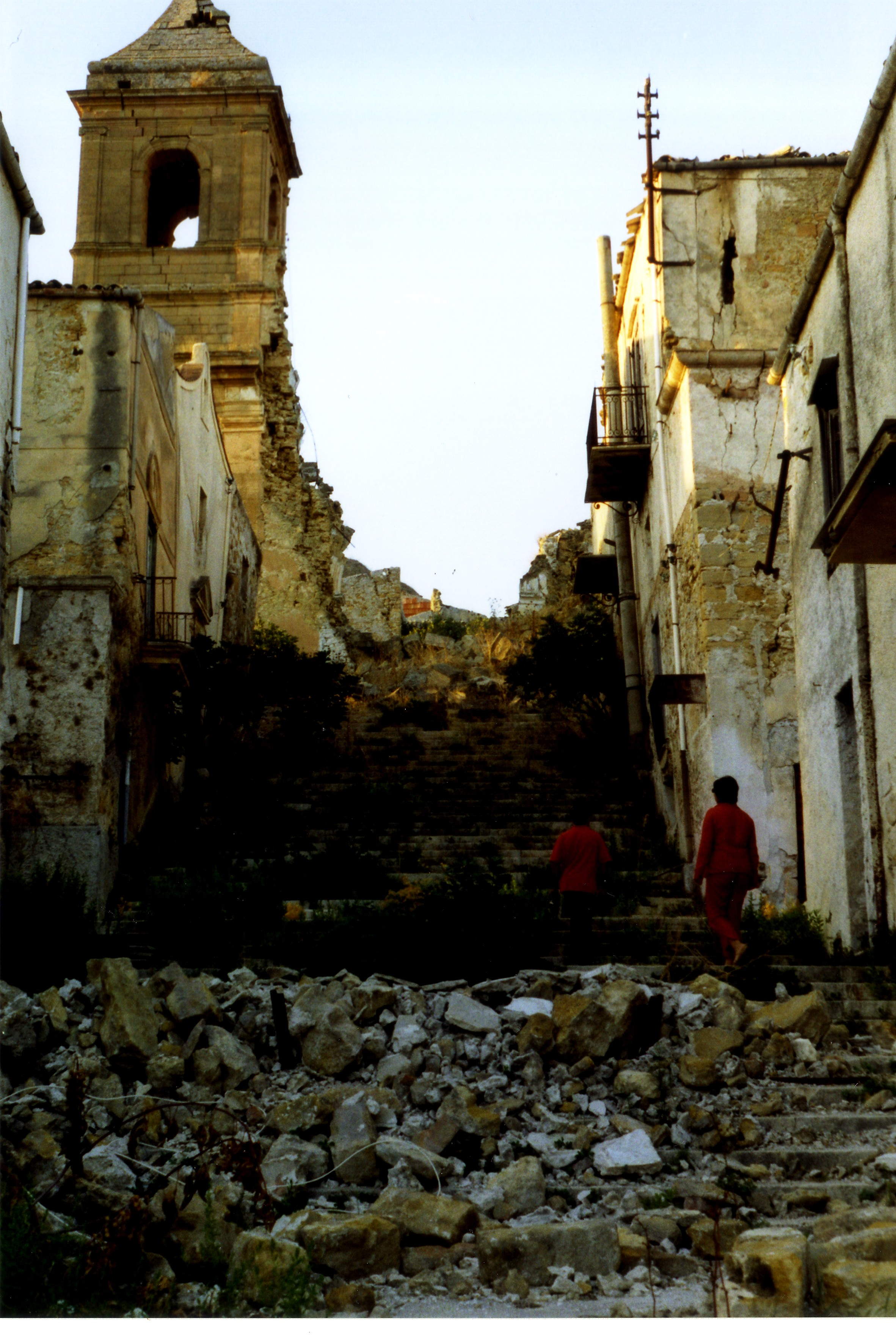
Le site de la ville détruite de Poggioreale.

Les ruines ont été laissées en l'état aujourd'hui, et l'ancienne Poggioreale ressemble désormais à une ville fantôme, qu'il est possible de visiter.

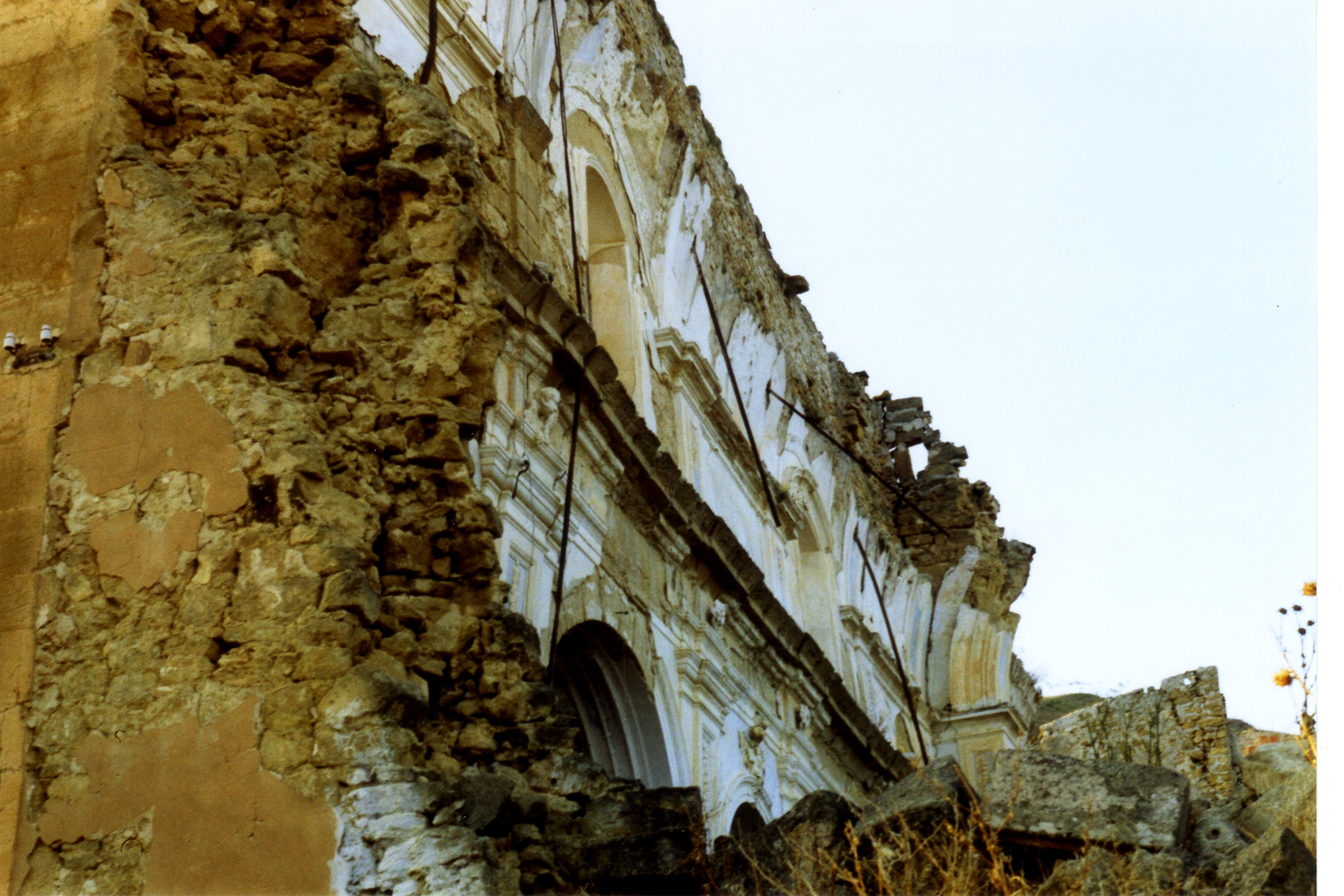
Les ruines de la cathédrale de Poggioreale.

## Administration
| Période                                  | Période  | Identité     | Étiquette | Qualité |
| ---------------------------------------- | -------- | ------------ | --------- | ------- |
| 27 mai 2003                              | En cours | Pietro Vella |           |         |
| Les données manquantes sont à compléter. |          |              |           |         |

### Communes limitrophes
Contessa Entellina (PA), Gibellina, Monreale (PA), Salaparuta.